# 드림하이
《드림하이》(Dream High)는 2011년 1월 3일부터 2011년 2월 22일까지 KBS 2TV에서 방영된 예술고등학교를 배경으로 한 드라마이다.

## 기획 의도
머지않은 미래, 우리가 꼭 갖고 싶은 '슈퍼 스타'들의 이야기!
외모, 실력, 성격, 심지어는 사생활까지 네 박자가 완벽하게 맞아도 스타로 성공하기 어려운 치열한 바닥에 과감히 도전장을 내민 청춘들이 있다. 그런데 이들 모두 스타가 되기에 있어서는 안 될 약점이 하나씩 있다. 범인으로 살면 불편하지 않을 약점들이 스타가 되기엔 치명적인 약점이 된다.
소름 끼치는 가창력을 지녔지만 꿀벅지가 아닌 질펀한 뚱벅지를 가진 학생, 외모, 음악성 등 모두 훌륭하지만 편견의 시선에 갇혀 있는 학생... 압도적인 노래 실력에 비해 압도적으로 촌스러운 학생 등등... 이들이 뻔뻔하게 기린예고에 입학! 스타가 되겠다는 무모한 도전을 시작한다.
자신들이 지닌 단 1%의 재능을 불씨 삼아 약점을 극복해가는 청춘들. 깨지고 넘어지며 스스로에 대한 확신을 더해갈 때, 어느덧 그들을 향한 무시와 비웃음은 기대와 응원으로 바뀌어 갈 것이다. 아무것도 될 수 없을 것 같았던 루저들이 화려하게 비상하는 모습은 이 드라마를 보는 모든 청춘들에게 통쾌한 응원가가 될 것이다.

## 등장 인물

### 주요 인물
- 수지 : 고혜미(17세) 역 (아역 이주연)
- 김수현 : 송삼동(17세) 역
- 옥택연 : 현시혁(진국)(18세) 역 (아역 강이석)
- 함은정 : 윤백희(17세) 역
- 우영 : 제이슨(17세) 역
- 아이유 : 김필숙(17세) 역

### 기린예고 학생들
- 윤지유 : 이리아(18세) 역
- 전아민 : 조인성(18세) 역
- JOO : 정아정(17세) 역
- 한지후 : 박도준(19세) 역
- 박진상 : 전태산(18세) 역
- 한보름 : 하소현(18세) 역

### 기린예고 선생님들
- 배용준 : 정하명(37세) 역 - 기린재단 이사회 이사장 (특별출연)
- 엄기준 : 강오혁(37세) 역
- 박진영 : 양진만(37세) 역 - 기간제 영어교사
- 이병준 : 시범수(50대 초반) 역 - 예술부장. 교장
- 이윤지 : 시경진(29세) 역 - 교사. 시범수의 딸
- 이윤미 : 맹승희(30세) 역 - 아티스트 기획실장, 교사
- 백원길 : 공민철(30대 후반) 역 - 연기수업 교사

### 주변 인물
- 안길강 : 마두식(48세) 역 - 전 사채업자, 현 하얀 기획 사장
- 안선영 : 강오선(39세) 역 - 강오혁의 누나
- 안서현 : 고혜성(8세) 역 - 고혜미의 동생
- 이혜숙 : 송남분(49세) 역 - 송삼동의 어머니
- 최일화 : 현무진(52세) 역 - 진국의 아버지
- 박혁권 : 고병직(42세) 역 - 고혜미의 아버지

### 그 외(게스트)
- 장희수 : 강희선 역 - 윤백희의 어머니
- 박원상 : 윤성길 역 - 그룹 K 소속사 사장
- 방중현 : 현무진 회장 비서
- 박재웅 : 덩치 - 마두식 사장 비서
- 미상 : 차명옥 역 - 고혜미의 어머니
- 미상 : 윤정국 역 - 윤백희의 아버지

### 우정출연
- 미스 에이 (민, 페이, 지아)
- 2AM (정진운, 임슬옹, 이창민)
- 연지후 : 기린예고 학생 역
- 조희봉 : 세계 음반 회사 EMG 대표 역

### 특별출연
- 박휘순 : 진국의 고시원 룸메이트 역
- 김윤태 : 반지기자 역
- 김현중 : 기린예고 출신 톱스타 역
- 조수미 : 소프라노 역
- 송해 : 전국노래자랑 MC 역
- 민경욱 : 뉴스 진행자 역
- 2PM (닉쿤, 황찬성) : 닉쿤은 이리아의 CF 상대역, 찬성은 강오선이 술에 취한 뒤 마두식을 착각하게 되는 인물
- 이준혁 : 이리아 CF 감독 역
- 슈퍼주니어 (이특, 은혁) : 라디오 DJ 역
- DJ KOO : 댄스경연대회 사회자 역
- 선우
- 김희원
- 손선근
- 전현무
- 오언종
- 황수경
- 조영구
- 김영희
- 주영훈 : 작곡 선생님 역
- 현우 : 뮤직뱅크 MC 역
- 김민지 : 뮤직뱅크 MC 역

## 결방 사유
- 2011년 1월 25일 방송분은, 대한민국과 일본의 2011년 AFC 아시안컵 준결승전 경기 중계방송 편성 관계로 결방되었다.[1]

## 사운드트랙
| #   | 제목                                 | 작사   | 작곡         | 가수                              | 재생 시간 |
| --- | ------------------------------------ | ------ | ------------ | --------------------------------- | --------- |
| 1.  | 〈Dream High〉                       | 박진영 | 박진영       | 옥택연, 장우영, 수지, 김수현, JOO | 3:47      |
| 2.  | 〈Someday〉                          | 박진영 | 박진영       | 아이유                            | 3:38      |
| 3.  | 〈My Valentine (Feat. 박진영)〉      | 박진영 | 박진영       | 옥택연, 닉쿤                      | 4:07      |
| 4.  | 〈못 잊은 거죠 (If)〉                | 박진영 | 박진영       | 박진영                            | 3:55      |
| 5.  | 〈Maybe〉                            | 박진영 | 박진영       | 선예                              | 3:01      |
| 6.  | 〈사랑하면 안 될까〉                 | 홍지상 | 홍지상       | 창민, 진운                        | 3:35      |
| 7.  | 〈가지마〉                           | Jun. K | Jun. K       | Jun. K, 임정희                    | 4:20      |
| 8.  | 〈어떤 이의 꿈 (Feat. 소향 Of POS)〉 | 김종진 | 김종진       | 산이                              | 3:16      |
| 9.  | 〈겨울아이〉                         | 박원빈 | 박장순       | 수지                              | 3:39      |
| 10. | 〈Dreaming〉                         | 박진영 | 개미, 박진영 | 김수현                            | 3:42      |
| 11. | 〈못 잊은 거죠 (If, Inst.)〉         | 박진영 | 박진영       |                                   | 3:55      |
| 12. | 〈Maybe (Inst.)〉                    | 박진영 | 박진영       |                                   | 3:01      |

## 동시간대 드라마
- MBC 월화드라마

《역전의 여왕》 (2010년 10월 18일 ~ 2011년 2월 1일)
《짝패》 (2011년 2월 7일 ~ 2011년 5월 24일)
- SBS 월화드라마

《아테나: 전쟁의 여신》 (2010년 12월 13일 ~ 2011년 2월 21일)
《마이더스》 (2011년 2월 22일 ~ 2011년 5월 3일)

## 시청률
최저 시청률과 최고 시청률은 시청률 조사회사와 지역별로 시청률에 차이가 있을 수 있습니다.
| 2011년      | 2011년      | 2011년         | 2011년       | 2011년         | 2011년       |
| 회차        | 방송일      | TNMS 시청률    | TNMS 시청률  | AGB 시청률     | AGB 시청률   |
| 회차        | 방송일      | 대한민국(전국) | 서울(수도권) | 대한민국(전국) | 서울(수도권) |
| ----------- | ----------- | -------------- | ------------ | -------------- | ------------ |
| 제01회      | 1월 3일     | 11.3%          | 14.2%        | 10.7%          | 11.2%        |
| 제02회      | 1월 4일     | 11.5%          | 13.9%        | 10.8%          | 11.4%        |
| 제03회      | 1월 10일    | 11.7%          | 13.8%        | 13.1%          | 13.3%        |
| 제04회      | 1월 11일    | 13.4%          | 15.4%        | 13.8%          | 14.3%        |
| 제05회      | 1월 17일    | 13.7%          | 15.8%        | 15.5%          | 17.0%        |
| 제06회      | 1월 18일    | 13.1%          | 15.9%        | 15.8%          | 17.1%        |
| 제07회      | 1월 24일    | 15.3%          | 17.5%        | 15.9%          | 17.2%        |
| 제08회      | 1월 25일    | 14.9%          | 17.4%        | 16.3%          | 17.7%        |
| 제09회      | 1월 31일    | 14.9%          | 16.9%        | 16.7%          | 18.3%        |
| 제10회      | 2월 1일     | 16.7%          | 19.2%        | 17.6%          | 19.3%        |
| 제11회      | 2월 7일     | 16.6%          | 19.3%        | 17.9%          | 19.3%        |
| 제12회      | 2월 8일     | 15.8%          | 17.8%        | 16.7%          | 18.9%        |
| 제13회      | 2월 14일    | 17.2%          | 20.1%        | 17.9%          | 20.1%        |
| 제14회      | 2월 15일    | 16.4%          | 18.9%        | 17.6%          | 19.3%        |
| 제15회      | 2월 21일    | 17.2%          | 19.7%        | 17.9%          | 19.5%        |
| 제16회      | 2월 22일    | 18.2%          | 20.7%        | 17.2%          | 18.6%        |
| 평균 시청률 | 평균 시청률 | 14.8%          | 17.3%        | 15.7%          | 17.0%        |

## 수상 경력
- 2011년 KBS 연기대상 신인연기상 / 베스트 커플상/ 인기상 김수현
- 2011년 KBS 연기대상 신인연기상 / 베스트 커플상 수지
- 2011년 KBS 연기대상 조연상 이윤지
- 2012년 골든 로즈상(Rose d'Or Awards) 청소년 부문 최우수상[5]

## 동일 소재 드라마
- 미남이시네요 (SBS 수목 드라마 - 2009년 하반기 방영작)